# Alle frontiere dell'India
Alle frontiere dell'India è un film di John Ford del 1937, tratto da Wee Willie Winky, un racconto di Rudyard Kipling pubblicato in Week's News del 28 gennaio 1888. Nei panni della protagonista (nel racconto di Kipling era un maschio) l'attrice Shirley Temple.

## Produzione
La lavorazione del film, prodotto dalla Twentieth Century Fox, iniziò a fine gennaio 1937 per terminare a fine marzo di quell'anno.

### Musiche
Nel film, viene eseguita la celebre Auld Lang Syne (conosciuta in Italia come Il valzer delle candele.

## Distribuzione
La prima mondiale del film fu tenuta con un gala al Carthay Circle Theatre di Los Angeles il 25 giugno 1937, attirando una folla di quindicimila persone; la serata fu trasmessa in radio. Il 16 luglio, la pellicola venne presentata a Filadelfia, Richmond e Baltimora; a New York, la prima si tenne il 23 luglio.
In Italia, distribuito dalla Fox con il titolo Alle frontiere dell'India, il film ottenne nel dicembre 1937 il visto di censura numero 29900.